# Quararibea stenophylla
Quararibea stenophylla är en malvaväxtart som beskrevs av Henri François Pittier. Quararibea stenophylla ingår i släktet Quararibea och familjen malvaväxter. Inga underarter finns listade i Catalogue of Life.